# 科爾湖 (摩爾曼斯克州)
68°15′15″N 33°14′08″E / 68.2542°N 33.2356°E
科爾湖（俄语：Колозеро），是俄羅斯的湖泊，位於該國西北部，由摩爾曼斯克州負責管轄，面積66.3平方公里，海拔高度140.9米，湖岸線長度83公里，集水區面積486平方公里。